# Vágó István (zománcművész)

## Életpályája
Vágó István zománcművész közel 25 éve kötelezte el magát zománcfestés egyedi ágához. Ez egy varázslatos anyag és technika. A megfelelő jártasság elérése közben kialakul a zománcozó egyedi technikája, ami olyan, mint egy ujjlenyomat. Később kialakul a stílus. Esetében a történelem iránti érdeklődés egyenesen vezetett a historizáló stílushoz, így a mítoszok legendák feldolgozásához. Ezen kívül szívesen kirándul a legkülönfélébb stílusok, irányzatok területére. Kihívást és elmélyülést jelent számára egy reneszánsz vagy art deko stílusban feldolgozott téma, vagy akár kollázsszerűen bátran összekever különböző stílusokat.
Változatos és küzdelmes volt az út, amit eddig megtett, és amelyet a remény csillogó kövei és a kudarc, kétségbeesés mély gödrei öveztek. Olyan mesterektől tanult, mint Károlyi Zsigmond és Tolvay Ernő, akik már fiatalon ráébresztették arra, hogy a benne rejlő tehetséget nem szabad elpazarolni és a technikák közötti burjánzó képzeletét olyan irányba terelték, hogy filozófiai gondolatainak kifejezéséhez olyan eszközöket használjon, amelyek a súlyos gondolatok finom rezdüléseit is megfelelő módon tudják megjeleníteni, hogy az a nézőben is elindítson egy belső folyamatot. Így az áttetszőség, átlátszóság, takarás, átfestés nyújtotta érzéki, de elsősorban gondolati, illuzionisztikus és konceptuális lehetőségeit használja ki.
Művei a szimbolizmus eszközeit ötvözik a reneszánsz világának tudásával, hitvallásával, újjászületésével, a romantika derengő, meseszép meleg színeivel, a dekorativitás széles narratív eszközkincseivel. A gondolkodó, az életet továbbgondoló bölcs ember elméletének képi megfogalmazásai, kifejezései ezek. Legtöbb művén figuratív elemekkel fejezi ki az elképzeléseit. Mondanivalóját hol csak a színek, hol pedig a mintákkal körülölelt non-figuratív elemek, hátterek, sejtelmes képalkotó részletek mutatják be és magyarázzák el. Ha a művek mérhetetlen alapossággal kidolgozott részleteit, időt nem sajnálva végigelemezzük, akkor megtaláljuk bennük a mélyebb, filozófiai háttérrel, történelmi tudással átszőtt lényegüket, amelyeket a technika nyújtotta bravúros, ám korlátok közé szorított lehetőségei kínálnak. Stílusának meghatározása nehéz, mégis talán megkockáztatható a mai munkáit, akár az ékszereit, akár a kisebb-nagyobb képeit elemezve, hogy a Róth Miksa-féle dekorativitás és a Gulácsy-féle szürreális világ kiforrottabb mivoltában mindinkább a preraffaelita-szimbolista irányzatot képviseli, amelyben a preraffaelita romantikus jegyek a figuratív ábrázolásokon, elemeken figyelhetők meg.
Technikája a francia eredetű, a limoges-i zománcművészeten belül az ún. festői zománcok közé sorolható, azaz a zománcszíneknek a fémlapon való festése, amely rokonítható a képzőművészetben a festők munkájával, az akvarellel vagy olajfestéssel.
A még ifjú, de már kiforrt művész alkotásait olyan mesterek méltatták, mint Szász Endre és Kátay Mihály. A hazai siker azonban még váratott magára. 1997-ben Walker Connor, egy ifjú amerikai beajánlotta műveit a denveri Cherry Creek Művészeti Fesztiválra, ahol már az első megjelenéskor, 1998-ban első helyezést nyert. Ezt követően évről-évre egyre nagyobb szakmai sikerre tett szert és számos művészeti rendezvényen kapott kiemelkedő elismerést, rengeteg felkérést kapott nívós kiállításokra, seregszemlékre. (Többek között: 1999 USA Cherry Creek Művészeti Fesztivál, Denver, 2000 USA American Craft Show, New York, 2001 USA Winter Park Arts Festival, Orlando, 2001 USA Long Park Arts Festival, Lancaster, 2005-2009 USA Sausalito Arts Festival, San Francisco). 2000-2014 között a Three Rivers Arts Festival elnevezésű rendezvényen Pittsburgh-ben szinte minden évben díjjal tért haza, 2015-ben zsűri díjas, 2016-ban pedig fesztiváldíjas lett.
A szimbolikus képek, a magyar és más, elsősorban európai kultúrák formavilágából építkező alkotások, a maguk misztikumával, többlettudásával, szimbólumával nyitott kapukra találtak az újvilág művészetkedvelőinek szobájához, így a siker mecénásokat is hozott, és időközben a hazai szakma is felfigyelt munkáira. Nevéhez köthető a filmvilág egyik rangos díjának, a Miskolci Nemzetközi Filmfesztiválnak, a Jamison Cinefest díjnak az emléktárgya, amelyet számos hazai és nemzetközi világhírű színész, rendező és operatőr vett át.
Az idők során a művek mondanivalója azonban megváltozott, még értettebb, még mélyebbre ható lett. A történelem ármánykodásaiból kiábrándult művész a filozófia gyökereihez, az irodalom (Camus) kínálta újabb utak felé vette irányát, amelyek olyan új tartalommal töltik meg az alkotásokat, amelyekre talán a hazai közönség is felfigyel. Célja, „kimondani a kimondhatatlant", rámutatni a szimbólumokkal a létezés elemeinek összefüggéseire, az ősi mítoszok 21. századi bemutatása, a szóval nehezen megfogalmazható, vagy ki nem mondható fogalmak képi megjelenítése. Műveiben a vizuális jelek így szimbolikus, emocionális jelentést is hordoznak, de nem rugaszkodnak el teljesen a realizmustól, olyan, az embereket foglalkoztató témaköröket jelenítenek meg, amelyek örök érvényűek, és a mai ember számára is mondavalót hordoznak.
Herczeg Renáta
művészettörténész
2016

## Díjai
- 1997 “Magyarország 2000", az Magyar Iparművészeti Egyetem Különdíja, Budapest“Magyarország 2000",
- 1998 Cherry Creek Arts Festival, First Place
- 1998 A Pest Megyei Tanács különdíja, Iparművészeti Múzeum, Budapest
- 2000 A Nemzeti Kulturális Örökség Minisztériumának díja, Iparművészeti Múzeum, Budapest
- 2001 Winter Park Arts Festival, Merit Award
- 2001 Three Rivers Arts Festival, Festival Award
- 2002 Three Rivers Arts Festival, Festival Award
- 2003 Three Rivers Arts Festival, Best of Show
- 2004 Three Rivers Arts Festival, Merit Award
- 2005 Sausalito Arts Festival, First Place (az USA legjobb fesztiválja 2005-ben)
- 2005 Three Rivers Arts Festival, Festival Award
- 2008 Three Rivers Arts Festival, Best of Show
- 2012 Three Rivers Arts Festival, Jurors’ Merit Award
- 2014 Three Rivers Arts Festival, Jurors’ Merit Award
- 2016 Three Rivers Arts Festival, Festival Award
- 2017 Three Rivers Arts Festival, Jurors’s Choice

## Kiállítások

### Magyarországi kiállításai
- 1997 Harlequin Galéria, Pécs
- 1998 Városi Kiállítótér, Tiszaújváros
- 1999 RTL Klub Televízió, Budapest
- 2000 Tokaji Ferenc Gimnázium, Tokaj
- 2000 Eger Galéria, Eger
- 2006 Miskolci Galéria, Miskolc
- 2009 Palace Hotel, Lillafüred
- 2016 Szerencs, Turisztikai Központ

### Kiállítások az Egyesült Államokban
- 1998 USA Cherry Creek Arts Festival, Denver, CO
- 1999 USA Cherry Creek Arts Festival, Denver, CO
- 2000 USA Three Rivers Arts Festival, Pittsburgh, PA
- 2000 USA American Craft Show, New York City
- 2001 USA Winter Park Arts Festival, Orlando, FL
- 2001 USA Three Rivers Arts Festival, Pittsburgh, PA
- 2001 USA Long's Park Arts Festival, Lancaster, PA
- 2001 USA Magyar Nagykövetség, Washington DC
- 2002 USA Three Rivers Arts Festival, Pittsburgh, PA
- 2002 USA Objet D 'Heart Gallery, Washington DC
- 2003 USA Three Rivers Arts Festival, Pittsburgh, PA
- 2004 USA Three Rivers Arts Festival, Pittsburgh, PA
- 2005 USA Three Rivers Arts Festival, Pittsburgh, PA
- 2005 USA Sausalito Arts Festival, San Francisco, CA
- 2006 USA Three Rivers Arts Festival, Pittsburgh, PA
- 2006 USA Sausalito Arts Festival, San Francisco, CA
- 2007 USA Three Rivers Arts Festival, Pittsburgh, PA
- 2007 USA Sausalito Arts Festival, San Francisco, CA
- 2008 USA Three Rivers Arts Festival, Pittsburgh, PA
- 2009 USA Three Rivers Arts Festival, Pittsburgh, PA
- 2010 USA Three Rivers Arts Festival, Pittsburgh, PA
- 2011 UK Blackall Studios Gallery, London
- 2012 USA Three Rivers Arts Festival, Pittsburgh, PA
- 2014 USA Three Rivers Arts Festival, Pittsburgh, PA
- 2014 USA Sausalito Arts Festival, San Francisco, CA
- 2015 USA Three Rivers Arts Festival, Pittsburgh, PA
- 2016 USA, Pittsburgh, Three Rivers Arts Festival
- 2017 USA, Pittsburgh, Three Rivers Arts Festival
- 2019 USA, Pittsburgh, Three Rivers Arts Festival